# Liptena yukadumae
Liptena yukadumae är en fjärilsart som beskrevs av Schultze 1922. Liptena yukadumae ingår i släktet Liptena och familjen juvelvingar. Inga underarter finns listade i Catalogue of Life.